# Triplostegia
 Triplostegia  es un género  de plantas con flores perteneciente a la antigua familia Dipsacaceae ahora subfamilia de  Caprifoliaceae.  Comprende 7 especies descritas y de estas, solo 2 aceptadas.

## Taxonomía
El género fue descrito por Wall. ex DC. y publicado en Prodromus Systematis Naturalis Regni Vegetabilis 4: 642. 1830. La especie tipo es: Triplostegia glandulifera Wall. ex DC.

## Especies
- Triplostegia glandulifera Wall. ex DC.
- Triplostegia grandiflora Gagnep.